# ヘルマン・フェーゲライン
ハンス・ゲオルグ・オットー・ヘルマン・フェーゲライン（Hans Georg Otto Hermann Fegelein、1906年10月30日 - 1945年4月28日）は、第二次世界大戦中のドイツの軍人。ナチ党の組織親衛隊(SS)の戦闘部隊武装親衛隊(Waffen-SS)の将軍。最終階級はSS中将及び武装SS中将（SS-Gruppenführer und Generalleutnant der Waffen-SS）。
彼はアドルフ・ヒトラーの側近であり、エヴァ・ブラウンの妹グレートルと結婚したため、エヴァの義理の弟にあたる。

## 人物
フェーゲラインは1925年、ヴァイマル共和国軍の騎兵連隊に入隊し、1933年4月10日、SSに入隊。SSの騎兵部隊のリーダーになり、1936年、ベルリンオリンピックの馬術競技の準備責任者を務めた。自身も馬術競技に参加するも予選敗退した。
1939年9月1日のポーランド侵攻時には、フェーゲラインは親衛隊髑髏部隊を指揮した。フェーゲラインの部隊は12月までワルシャワの守備にあたり、ベルギーの戦い並びにフランス侵攻において、親衛隊特務部隊（後に武装親衛隊に改名）として参戦した。一連の戦役により、フェーゲラインは1940年12月15日に二級鉄十字章を授与された。1941年の独ソ戦、東部戦線ではプリピャチ湿地において17,000人の民間人の虐殺を行なった。1943年には第8SS騎兵師団の司令官となり、ソ連赤軍に対する防衛任務や対パルチザン作戦に従事し、白兵戦章銅章が授与された。1943年9月に重傷を負い、フェーゲラインはヒムラーの命によりヒトラーの作戦本部の連絡将校に任命され、SSの幹部となった。フェーゲラインはヒトラー暗殺計画時の現場の会議にも参加しており、終戦間際には総統地下壕で勤務し、ヒトラー自決（1945年4月30日）の2日前の1945年4月28日、逃亡の罪で銃殺された。
歴史家のマイケル・D・ミラーはフェーゲラインを日和見主義者でヒムラーに取り入ることで出世をもくろみ、ヒムラーもそれにこたえ、フェーゲラインに重要な任務やスピード出世を与えていたと考えている。ジャーナリストのウィリアム・L・シャイラーと歴史家のイアン・カーショーは、フェーゲラインをシニカルで周りからの評判が悪い人物と評した。アルベルト・シュペーアは、ヒトラーの取り巻きの中で最も不快な人物の一人だったと評している。

## 生涯

### 前半生
フェーゲラインは退役軍人ハンス・フェーゲラインを父親として、バイエルン王国アンスバッハで生まれた。ミュンヘンで父親が経営する乗馬学校で働き、乗馬に才能を発揮し、乗馬のイベントに参加した。この期間にクリスティアン・ヴェーバーと出会い、ナチス党に入党した。ヴェーバーは後にフェーゲラインがSSに入隊するための支援をした。
1925年、ミュンヘン大学で学んだ後、フェーゲラインは第17歩兵連隊に入隊した。1927年4月20日、彼はミュンヘンで警察官になった。1929年、彼は教育担当の上長のオフィスから試験問題を盗んだことが発覚し、警察を退職した。その当時は家族の事情により退職したとされた。フェーゲラインは後に、警察を退職したのはナチス党とSSに入ることでより良い待遇を受けるためだったと語っている。フェーゲラインの父親は1926年に会社を設立した。ミュンヘンにおいて、フェーゲラインはナチス党並びにSSと接触した。フェーゲラインの父親はSSのために会合場所や訓練施設や（SSやSAのために）馬を手配するなどした。

### ナチ党・親衛隊
フェーゲラインはナチス党に入党（党員番号1,200,158番）し、1930年にSAに入隊した。彼は1933年4月10日にSSに転向した（隊員番号66,680番）。フェーゲラインは乗馬学校で指導教官として働き、乗馬学校のSS乗馬部隊のリーダーとなった。1930年代中頃までには、父親から乗馬学校の経営権を引き継いだ。
フェーゲラインは1933年に親衛隊少尉となり、1934年4月20日に親衛隊中尉の階級に昇進し、1934年11月9日に親衛隊大尉の階級に昇進した。
1935年11月初旬より、フェーゲラインはベルリンオリンピックの馬術競技の準備を担当した。彼は1936年1月30日に親衛隊少佐の階級に昇進した。彼はドイツの馬術チームに参加したものの、競合相手であるハノーヴァー騎兵学校が馬術競技の全てのメダルを獲得した。
フェーゲラインは1937年、ドイツ障害馬術競技( de: Deutsches Spring- und Dressurderby)で優勝した。なお、1939年に弟のヴァルデマール・フェーゲラインも優勝した。彼は1937年1月30日、親衛隊中佐に昇進した。1937年7月25日、ヒムラーがミュンヘンにSS乗馬学校を創設した。乗馬学校はフェーゲラインの父親が所有していた馬の飼育場であった。これによりフェーゲラインは同乗馬学校の指導者となり、同日親衛隊大佐に昇進した。資金の一部として年間100,000ライヒスマルクと高価な馬をクリスティアン・ヴェーバーより融通してもらった。
フェーゲラインはミュンヘンの乗馬学校の競馬で1938年に優勝した。フェーゲラインはこの時、1940年のオリンピックへの参加を熱望していた。彼の友人であるフリードリヒ・カール・フォン・エーベルシュタインに助力してもらい、戦争動員に備え、州警察の騎馬をSS乗馬学校へ移転させるよう手配した。フェーゲラインは国防軍へ騎馬が行き渡ることを恐れていた。

### 第二次世界大戦

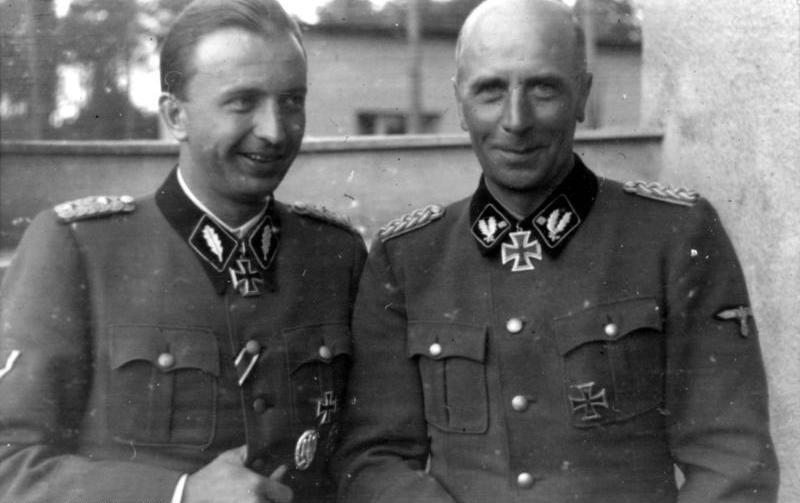
1942年6月21日。騎兵旅団長を降りた後のヘルマン・フェーゲライン（左）と後任のヴィルヘルム・ビットリッヒ（右）

1939年9月1日、フェーゲラインは親衛隊髑髏部隊を指揮し、ポーランド侵攻が終わった直後にポーランドに到着した。フェーゲラインの部隊は秩序警察（オルポ）の指揮下にあり、小部隊へと分割されてポズナンの警察活動の支援に当たった。11月15日、ヒムラーは連隊の拡張を命じ、4大隊を13大隊へと増やし、第1SS髑髏連隊と名称を改めた。追加の人員は、ポーランド総督府とその近辺の国の民族ドイツ人より徴募した。フェーゲラインを含む多数の将校は士官学校を出ておらず、訓練の練度も低かった。しかし、厳しくも強い仲間意識があった。フェーゲラインの部隊は秩序警察に付き従い、ヒムラーの命令の元、ポーランドの知識人階級や貴族階級、聖職者の絶滅を行なった（en:Intelligenzaktion）。1939年12月7日、フェーゲラインの部隊はカンピノス森林（en:Kampinos）で1,700人を射殺した。
1939年12月15日、部隊は2つの連隊に分けられ、フェーゲラインは親衛隊及び警察高級指導者フリードリヒ・ヴィルヘルム・クリューガー指揮下の第1連隊に所属した。部隊は物資が乏しく、士気も低く、健康障害を患っているものが多かった。ワルシャワでは不正行為や略奪行為を当たり前のように行なっていた。1941年4月23日、フェーゲラインは1940年の彼と彼の部隊が行なった、金品の窃盗やドイツへ移送予定の贅沢品の横領などにより、軍法会議にかけられた。しかし、フェーゲラインの軍法会議はヒムラー直々の命令によって取り下げられた。フェーゲラインに対する訴因は恣意的な殺人であるとされた。フェーゲラインはワルシャワにあるゲシュタポの収容所で、逮捕の命令や処刑の命令を下していた。これ以外にも、ポーランド人女性と姦通したこともあった。その女性は妊娠し、フェーゲラインは彼女に堕胎させた。ラインハルト・ハイドリヒは数度フェーゲラインの告発を試みたが、ヒムラーによって取り下げられた。
フェーゲラインの部隊は1940年3月から4月にかけて、パルチザン活動を行なっていた100名の元ポーランド兵士の鎮圧にあたり、100人中50人を殺害し残る50人は逃亡した。4月8日にはフェーゲラインの部隊は、250人を殺害した。フェーゲラインの報告書では部隊は規律正しかったと記載している一方で、命令なしの一般市民への殺害や略奪といった不法行為もあった。
フェーゲラインは1940年3月1日に武装親衛隊の予備役中佐に昇進し、 ベルギーの戦いとフランス侵攻に親衛隊特務部隊として参戦した。これら一連の戦役により、1940年12月15日、二級鉄十字章が授与された。1941年3月には、SS第1連隊はSS第1騎兵連隊に名称が変更された。
1941年6月、独ソ戦開戦後、フェーゲラインは東部へと移動する。彼の部隊はビャウィストク付近の第9軍の空白地帯を埋めるため、6月23日に第87歩兵師団（en: 87th Infantry Division (Wehrmacht)）に加わった。第1SS騎兵連隊の自動車部隊は6月24日に作戦区域右翼に到達したが、騎兵部隊は追従できなかった。脱落した馬は放置し、兵士を自動車で移送し、馬に移送させていた大砲は、可能な限り車両にけん引させた。先遣部隊がビスナ近辺のナローに到着し、ソ連赤軍と戦闘になったものの、打ち破ることはできなかった。フェーゲラインの部隊は退却を命令され、北へと転進した。第87歩兵師団の歩兵部隊はオソヴィエツ要塞（en:Osowiec Fortress）を6月26日に確保し、フェーゲラインの部隊は南東の偵察任務に従事することになった。ヒムラーは武装親衛隊を国防軍傘下に置きたくなく、より価値のある戦闘任務へと使いたかったため、6月27日に第87歩兵師団からフェーゲラインらの武装親衛隊の部隊を引き抜いた。野心家のフェーゲラインは報告書に、自身の部隊が戦闘準備が万全であること、第87歩兵師団での手柄を誇張するなどしていた。フェーゲラインの部隊の内、10人が二級鉄十字章、フェーゲラインは一級鉄十字章を授与された。
第二次世界大戦では、状況変化が目まぐるしくなり迅速な移動が必要とされ、ここまでの作戦遂行により騎兵部隊の欠点が明らかになった。フェーゲラインは第1SS～2SS騎兵連隊を統合して旅団に昇格させ、支援部隊を増強しようとヒムラーに伺いを立て、改良を考えた。ヒムラーは一時措置として、フェーゲラインを両連隊の司令官に任命した。フェーゲラインの部隊は数週間、政治思想教育と訓練をおこなった。ヒムラーは1941年7月5日に第1SS騎兵連隊に対して演説を行ない、来る特別任務への参加に気が乗らない者は別の部隊への転属を許可すると演説した。特別任務への参加を拒否した者はいなかったが、特別任務が民間人の虐殺を含むと説明しなかったからである。
1941年7月19日、ヒムラーはフェーゲラインの連隊をエーリヒ・フォン・デム・バッハ＝ツェレウスキーの指揮下に置き、プリピャチ湿地の掃討作戦に従事させ、白ロシア地域でユダヤ人パルチザンと市民の大量虐殺 (Pripyat Marshes massacres) を行なった。ヒムラーの命令は白ロシアのリャハヴィチに新しく駐屯していた親衛隊少将クルト・クノプラオホ（en: Kurt Knoblauch）経由で7月31日、フェーゲラインに伝えられた。これら作戦司令書には、周辺地域のパルチザンとユダヤ人協力者の浄化とあった。ユダヤ人女性と子供は連行された。フェーゲラインは作戦司令を軍服着用の敵兵士は捕虜として取り扱い、そうでないものは射殺する、ユダヤ人男性は医者や皮革職人を別として射殺するものであると解釈した。フェーゲラインの部隊はプリピャチ川周辺で部隊を2つに分け、第1SS騎兵連隊は北半分を担当し、第2SS騎兵連隊は南半分を担当した。連隊は作戦区域の東西においても活動し、殺害した人数や捕虜の数を日々の報告書に記載した。バッハ＝ツェレウスキーとの7月31日の会議では、ヒムラーは第1～2SS騎兵連隊を合併させ、SS騎兵旅団とするようにした。オートバイ部隊を追加で編成し、旅団に追加した。8月5日、ヒムラーは旅団の指揮官にフェーゲラインを指名した。
1941年8月1日、ヒムラーはフェーゲラインに電報で殺害人数が少なすぎると文句をつけた。数日後、ヒムラーは作戦司令No.42を発令した。これは14歳以上の全ユダヤ人男性の殺害を指令したものだった。ユダヤ人女性と14歳未満の子供は沼地へと連行され、溺死させられた。フェーゲラインの部隊がホロコーストのはしりとも言われ、ユダヤ人共同体を全滅に追いやった。一方沼地の水は浅く、時には沼ですらないこともあったため溺死させるのが難しく、女子供は射殺した 。フェーゲラインは1941年9月18日、最終の作戦報告を行ない、それには14,178人のユダヤ人、1,001人のパルチザン、699人のソ連赤軍の殺害と、830人の捕虜（内、17人が死亡、36人負傷、3人が行方不明）を確保したと報告した。歴史家のヘニング・パイパーはユダヤ人の犠牲者は23,700人であっただろうと概算している。
フェーゲラインは1941年10月2日、歩兵突撃章を授与された。4日後、彼はまたもや略奪品の横領により法廷に立つことになった。しかし、またもやヒムラーにより告訴は取り下げられた。1941年10月中旬、旅団は白ロシアを離れ、まずトロペツへと移動し、その後、鉄道でロガチェフへと移動した。ロガチェフでは陸軍本部傘下に所属した。新たな作戦区域はプリピャチ湿地とは異なり、パルチザン活動が盛んで、非常に統制が取れており、発見が困難であった。フェーゲラインの1941年10月18日から11月18日までの作戦報告によれば、3,018人のパルチザンとソ連赤軍を殺害し、122人の捕虜をとったとしている。しかし、敵から確保した武器が200にも満たなかったことから、歴史家のマーティン・クルッパーズとヘニング・パイパーは殺害されたものはほとんどが民間人であっただろうと結論付けている。旅団は7人が死亡し、9人が負傷していた。
中央軍集団は11月中旬モスクワに攻勢をかける。フェーゲラインのSS騎兵旅団は第9軍の後方で予備兵力として扱われた。ソ連赤軍による大規模な反撃を受けて、ドイツ軍の戦線は打撃を受け、フェーゲラインの旅団は11月28日に前線へ移動する。フェーゲラインは部隊は1～2個師団相当の戦力があると報告していたが、実際には4,428名の兵士がいるだけで、戦闘準備ができていたのは1,800名であった。旅団は第23軍団の南東部に派遣され、ルジェフで戦闘中の(en: Battles of Rzhev)、第206歩兵師団の守備に当たる。SS騎兵旅団はいくつかの大隊では60%の損傷率を記録した。
1942年2月1日、フェーゲラインは親衛隊大佐に昇進し、予備役から現役に転向した。4日後の2月5日、フェーゲラインは自ら部隊を率いて、チェルトリーノの北西にある敵軍に攻撃を仕掛けた。攻撃時は悪天候であったが、チェルトリーノの重要な道路と鉄道を確保した。2月9日の夜間戦闘では旅団はソ連赤軍を包囲し、1,800名のソ連赤軍を殺害した、2月15日にはルジェフ地区のソ連赤軍は壊滅した。これら一連の戦闘を指揮したフェーゲラインは、1942年3月2日に騎士鉄十字章を授与された。フェーゲラインは休暇が与えられ、親衛隊作戦本部に異動となった。作戦本部では1942年5月1日「騎馬・輸送車両監督官」(Inspekteur des Reit- und Fahrwesens)を務めた。1942年9月1日に東部従軍章と戦功十字章が授与された。SS騎兵連隊は1942年3月に解体され、残存兵力と装備はアウグスト・ツェヘンダー（en:August Zehender）の部隊に統合された。
フェーゲラインは1942年12月1日前線復帰し、同日親衛隊上級大佐に昇進する。彼はフェーゲライン戦闘団を指揮し、ドン川突出部に拠点を置いた。彼は1942年12月21日から22日の戦いでソ連兵の狙撃手によって負傷した。
1943年4月20日、彼は第8SS騎兵師団の司令官に任命され、師団は1943年5月から7月まで3つの作戦に従事した。5月17日、ノヴォセルキの南西のパルチザンを絶滅させた。この時、フェーゲラインは自身で敵の援兵豪を爆破した。1週間後の5月24日、師団は別のパルチザンの防衛拠点を攻撃し、捕虜を取らなかった。ヴァイクセル作戦（1943年5月27日から6月10日まで）についての戦果を、フェーゲラインは4,018人を殺害、18,860人を国外追放し、21,000頭の牛を没収し、61か村を破壊したと報告した。ツァイテン作戦（1943年6月13日-16日）中は、63の村を破壊し、パルチザンと思しき者達を殺害した。ザイドリッツ作戦（1943年6月26日-7月27日）では、96の村を破壊し、5,016人を殺害し、9,166人を国外追放し、19,941頭の牛を没収した。
ソ連軍が攻勢に打って出たため、フェーゲラインの師団は防衛任務に駆り出された。1943年8月26日から9月15日、敵師団の攻撃を5回撃退し、大隊規模の攻撃を85回以上撃退した。8月26日、最も苛烈な戦いが、ベスパロフカ付近で起き、8月28日に、ボリシャヤゴモルシャでソ連の攻撃を撃退した。9月8日にフェーゲラインは反撃に打って出て、ベルフニー・ビシュキンを再確保した。1943年9月11日、これら防衛任務により、フェーゲラインは白兵戦章銅章が授与された。1943年9月30日にフェーゲラインは重傷を負い、2～3週間療養した。1943年11月1日、フェーゲラインはドイツ十字章金章を授与された。療養中、フェーゲラインは1944年1月1日、親衛隊作戦本部の運転手養成部門に所属することとなった。
同時にヒムラーは、フェーゲラインをヒトラーとの連絡将校に任命した。フェーゲラインは1944年6月10日に親衛隊中将に昇進した。1944年7月20日、ヒトラー暗殺計画時は会議に出席しており、左太ももに軽傷を負った。フェーゲラインはヒトラー暗殺計画で絞首刑となった者たちの、絞首刑直後の写真をしばしば見せて回っていた。

### ヒトラーの義弟
フェーゲラインは1944年6月3日にグレートル・ブラウンと結婚した。彼女はエヴァ・ブラウンの妹である。歴史家のイアン・カーショーとジャーナリストのウィリアム・シャイラーは、将来のキャリアのためにグレートルに取り入ったと考えている。結婚式にはヒトラー、ヒムラー、マルティン・ボルマンが出席した。結婚式は2日間にわたって、オーバーザルツベルクにあるヒトラーとボルマンの別荘で執り行われた。フェーゲラインはプレイボーイとして知られ、様々な女性と関係を持った。ヒトラーの秘書、クリスティーネ・シュレーダーとトラウデル・ユンゲはフェーゲラインのことを、特に女性に対しては社交的で人気があったと証言している。フェーゲラインは女性を口説くのがうまく、面白く、魅力的であったとも証言している。フェーゲラインは、ヒトラーの側近として最有力であったボルマンと関係を築き上げるのに努力した。フェーゲラインはボルマン主催のパーティーに参加して、ユンゲには唯一の気がかりは「自分のキャリアと人生が楽しいか」だと述べていたという。

### 処刑
1945年に入り、ドイツ軍は壊滅状態となっていた。ヒトラーが支配する第三帝国は崩壊へと向かい、1945年1月16日にはヒトラーはベルリンの総統地下壕にこもっていた。ナチス党上層部とすれば、ベルリンの戦いが終極となると見ていた。ベルリンは1945年4月20日（ヒトラーの誕生日）よりソビエトの砲撃が行われた。4月21日夕方までに、ソ連赤軍の戦車はベルリン市の周辺にまで到達した。4月27日までには、ベルリンは分断され、孤立してしまう。
1945年4月27日、フェーゲラインは自殺協定を拒否し、無許可で行方をくらまし、RSDのペーター・ヘーグルが行方を追っていた。RSDは、フェーゲラインをベルリンのアパートで発見した。フェーゲラインは民間人の服を着ており、スウェーデンまたはスイスへの高飛びを考えていた。彼は海外の通貨と宝石（宝石のうち、いくつかはエヴァ・ブラウンのものだった）を持ち出そうとしていた。ヘーグルはヒムラーによる西側連合国との講和の交渉書類を見つけた。多数の証言によれば、フェーゲラインは逮捕時泥酔しており、総統地下壕へと連行された。フェーゲラインは4月28日の夕方まで独房に置かれ、その夜ヒトラーはBBCのロイターニュースでヒムラーがフォルケ・ベルナドッテ伯爵と講和交渉をしていることを知った。ヒトラーはヒムラーの裏切りに怒り狂い、ヒムラーの逮捕を命じた。ハインリヒ・ミュラーにフェーゲラインの尋問を任せ、ヒムラーの計画を聞き出そうとした  。オットー・ギュンシェによると、その後ヒトラーは階級を剥奪し、ヴィルヘルム・モーンケの部隊に転属させ、戦場で忠誠を見せよと命令したとされる。ギュンシェとボルマンは、フェーゲラインはまた裏切る可能性があると進言した。
ヒトラーはフェーゲラインを軍法会議にかけるよう命令した。フェーゲラインの妻はその時、出産が近づいていた（5月5日出産）。ヒトラーはこれと言った処罰もせずにモーンケに引き渡すことを考えていた。ユンゲによると、エヴァがヒトラーにフェーゲラインの命乞いをし、フェーゲラインの脱走を咎めないようにかけあった。ユンゲによると、フェーゲラインは4月28日に総統官邸の中庭に連れていかれ、犬のように撃ち殺された。ローフス・ミシュによると、2007年のデア・シュピーゲル誌のインタビューでヒトラーはフェーゲラインの処刑命令は出していないと答えている。彼はフェーゲラインを殺害した人物を知っているが、名前を明かすことはできないと答えている。
ジャーナリストのジェームズ・P・オドネルは、1970年代にフェーゲラインの軍事法廷についてインタビューを行なっている。それによると、モーンケはフェーゲラインの脱走の軍事法廷の裁判官を務め、モーンケはヒトラーの命令によって裁判を開廷するよう命令を受けていたとしている。モーンケは、ヴィルヘルム・ブルクドルフ、ハンス・クレープス、ヨハン・ラッテンフーバー、そしてモーンケらからなる軍法会議を開いた。フェーゲラインは泥酔しており、ヒトラーへの答弁も拒否し、ヒムラーの審問ならば答弁するとした。フェーゲラインは泣き喚き、嘔吐していた。まともに立つこともできず、排尿もしていた。ドイツには、軍人であれ民間人であれ被告となるものは泥酔のような状態では裁判にかけられない法律があり、モーンケはどうすべきか途方に暮れた。モーンケは脱走の罪を確信していたが、裁判できる状態でないため、審理を打ち切ってフェーゲラインをラッテンフーバーの護衛に引き渡した。その後、モーンケはフェーゲラインを見たことが無かった。
スターリンに提出されたNKVDの書類でも、フェーゲラインの死について書かれている。書類はギュンシェとハインツ・リンゲへの尋問を基にして書かれている。この書類ではモーンケとラッテンフーバーの説明と食い違っている箇所がある。泥酔したフェーゲラインを逮捕した後、総統地下壕へと連行し、当初ヒトラーはフェーゲラインをモーンケの部隊に転属させ、忠誠があることを証明させようとした。ギュンシェとボルマンはフェーゲラインが再び裏切る可能性があるという懸念を伝えた。ヒトラーはそれを受けて、フェーゲラインを降格させ、モーンケによる軍事法廷にかけさせた。フェーゲラインが裁判にかけられたのは4月28日の夕方で、軍事法廷の参加者はモーンケ、親衛隊中佐アルフレート・クラウゼ、親衛隊少佐ヘルベルト・カシュラらであった。モーンケらはフェーゲラインに死刑判決を下した。同日夜、フェーゲラインはSDの隊員によって射殺された。これら一連の出来事について、作家のファイト・シェルツァー(de:Veit Scherzer)は、フェーゲラインは全ての名誉を剥奪されたため法的には騎士十字章は授与されたことにはならず、事実上の授与であるとみなさなければならないとしている。

#### エーリヒ・ケンプカによる証言
ヒトラーの運転手エーリヒ・ケンプカによると、処刑に至った経緯は下記の通りである。
1945年4月27日17時ごろに、ケンプカはフェーゲラインから偵察用の車を2台用意するよう命令された。ケンプカは命令通り車を手配し、フェーゲラインは機密書類が入った鞄をケンプカに託し、22時以降に戻らなければ鞄を焼却するよう命じた。
フェーゲラインは運転手を伴って車で移動するが、30分後に車と運転手だけが戻り、フェーゲラインはクアフュルステンダム通り(en:Kurfürstendamm)で車から降り、行方をくらましたとのことだった。
そして同日21時半頃、ヒムラーが連合国と単独交渉をしているとの報道が流れた。ケンプカがフェーゲラインから預かっていた鞄の中身を見ると、講和に関する文書が入っており、フェーゲラインの捜索命令が出された。
4月27日真夜中には、フェーゲラインからエヴァ・ブラウンへベルリンからの脱出を命令する電話があるも、4月27日の段階ではフェーゲラインの行方はつかめなかった。
翌日4月28日、総統官邸地下の貯炭室の警備を担当していた歩哨が、多数の民間人に紛れ込んでいたフェーゲラインを発見し、逮捕した。フェーゲラインの身柄は一旦モーンケに引き渡され、モーンケはヘーグルに身柄を引き渡した。また、フェーゲラインの自宅を捜索すると金の延べ棒や外貨が大量にあり、フェーゲラインは反逆罪として死刑判決が下された。ヒトラーは動揺し、フェーゲラインの死刑執行を当初は渋っていたものの、死刑を承認した。フェーゲラインの死刑が承認された経緯は、フェーゲラインがヒトラーの身柄を連合国に引き渡す可能性があるため、死刑執行すべきだとエヴァ・ブラウンがヒトラーを説得したためとしている。
フェーゲラインの両親と彼の弟ヴァルデマール・フェーゲラインは、戦争を生き延びた。グレートルはエヴァの高価な宝石を受け継ぎ、戦争を生き延びた。彼女は1945年5月5日、娘を出産し、エヴァ・バーバラと名付けた。娘のエヴァ・バーバラは1971年4月、恋人が交通事故で死んだ後、自殺した。グレートルはミュンヘンに移り住み、1954年再婚した。彼女は1987年72歳で亡くなった。

## 評価
- ジャーナリストのウィリアム・L・シャイラーと歴史家のイアン・カーショーは、皮肉屋で評判の悪い男としている[49][50]。
- アルベルト・シュペーアは、ヒトラーの取り巻きの中では、最も不快な人物の一人だったと評している[2]。
- 歴史家のマイケル・D・ミラーは、ヒムラーに取り入るだけの日和見主義者と評し、そしてヒムラーはフェーゲラインを重用し、（主に騎兵として）重要な任務を割り当て、スピード出世させたと説明している[3][79]。
- 歴史家のヘニング・パイパー（1942年3月までの歴史専門）は、士官学校で教育を受けておらず、それ故にSS旅団時代に戦闘態勢が整っていなかったことがあったのだろうとしている[80]。パイパーの見解では、常々部隊の戦闘準備が万全であると過大評価し、昇進と名誉に値する指揮官であることをアピールしていた[81]。フェーゲラインは旅団の戦闘状況の観察力が欠落していたため、1941年12月から1942年3月までの戦役では、練度が低く戦闘任務に適していなかった[82]。しかしドイツ軍が苦境に立たされると、フェーゲラインの部隊は戦闘準備が整っていないのにも関わらず前線へと投入された[83]。1942年3月終わりまでに、旅団は同地域で展開されているドイツ軍の部隊の平均と比べるとはるかに高い50%の損傷率を記録した[84]。

## フェーゲラインが登場する作品
映画　『ヒトラー 〜最期の12日間〜』
映画『ヒトラー 〜最期の12日間〜』（ヨアヒム・フェストとトラウドゥル・ユンゲ原作によるドイツ語映画。原題：Der Untergang）では、トーマス・クレッチマンが演じた。崩壊する地下壕でユンゲら女性には優しく男性には嫌われ者、自分の才覚に強い自信を持って独自に生き残ろうとするシーンが複数登場している。
フェーゲラインはヒトラー存命中最後に処刑された高官であるが、その処刑についてはユンゲや上記のミッシュを含む複数の証言が残されており、映画本編では死刑命令を最後にヒトラーが了承したことは言及されているもののヘーグルはその後のシーンに一切登場しないなど、細部をぼかした描写が行われた。逮捕も上司のハインリヒ・ヒムラーの秘密降伏交渉の暴露後、交渉の存在自体も相当進行した段階までヒムラーから知らされていなかったという解釈がされており、フェストの原作とも異なっている。
クレッチマンは、どうしようもない男と明確に意識してフェーゲラインを演じたことをコメントしているが、上司ヒムラーからヒトラーに向けていわば呪的逃走・身代わり、犠牲の羊に差し出され処刑されたことを強調する演出となっている。
また、処刑時に着ている親衛隊の制服からは襟章と肩章が外されており、階級を剥奪されたと思われる。

## キャリア

### 親衛隊階級
- 1933年4月、親衛隊二等兵（SS-mann）
- 1933年6月12日、親衛隊少尉（SS-Untersturmführer）[8]
- 1934年4月20日、親衛隊中尉（SS-Obersturmführer）[8]
- 1934年11月9日、親衛隊大尉（SS-Hauptsturmführer）[8]
- 1936年1月30日、親衛隊少佐（SS-Sturmbannführer）[8]
- 1937年1月30日、親衛隊中佐（SS-Obersturmbannführer）[8]
- 1937年7月25日、親衛隊大佐（SS-Standartenführer）[8]
- 1940年3月1日、武装親衛隊予備役中佐（SS-Obersturmbannführer d.R. der Waffen-SS）[23]
- 1942年2月1日、武装親衛隊予備役大佐（SS-Standartenführer d.R. der Waffen-SS）[23]
- 1942年12月1日、武装親衛隊上級大佐（SS-Oberführer der Waffen-SS）[23]
- 1943年5月1日、親衛隊少将及び武装親衛隊少将（SS-Brigadeführer und Generalmajor der Waffen-SS）[23]
- 1944年6月21日、親衛隊中将及び武装親衛隊中将（SS-Gruppenführer und Generalleutnant der Waffen-SS）[85]

### 受章
- 親衛隊全国指導者名誉長剣（1937年12月1日）
- 親衛隊名誉リング（1937年12月1日）
- 鉄十字章
  - 二級鉄十字章（1940年12月15日）[86]
  - 一級鉄十字章（1941年6月28日）[86]
  - 騎士鉄十字章（1942年3月2日）[87]
    - 柏葉章（1942年12月22日）[88]
    - 柏葉・剣章（1944年7月30日）[89]
- ドイツ十字章[90]
  - 金章（1943年11月1日）[90]
- 一般突撃章[91]
- 歩兵突撃章[91]
  - 銀章（1941年10月2日）
- 戦傷章[91]
  - 銀章（1943年）
  - 1944年7月20日戦傷章銀章（1944年8月20日）[78]
- 1941年/1942年冬季東部戦線従軍メダル（Medaille Winterschlacht im Osten 1941/42）（1942年9月1日）
- 1938年3月13日記念メダル
- 1938年10月1日記念メダル
- 戦功十字章
  - 剣付二級戦功十字章（1942年9月1日）
- SAスポーツ勲章（SA-Sportabzeichen）[78]
  - 銅章（1937年12月1日）
- ドイツ帝国スポーツ勲章（Deutsches Reichssportabzeichen）[78]
  - 銅章（1937年12月1日）
- オリンピック勲章（Olympia-Ehrenzeichen）[78]
  - 一級オリンピック勲章（1936年）
- 乗馬勲章（Leistungsabzeichen）[78]
  - 銅章
  - 銀章
  - 金章
- ナチ党勤続章[78]
- 白兵戦章[91]

以上の受勲は、1945年4月28日に下された死刑判決により失われた。